# Star Girl (singolo)
Star Girl è un singolo del gruppo musicale britannico McFly, pubblicato nel 2006 ed estratto dal loro terzo album in studio Motion in the Ocean.

## Tracce
- CD 1 (UK)

1. Star Girl – 3:29
2. We Are the Young – 3:02

- CD 2 (UK)

1. Star Girl – 3:29
2. Silence Is a Scary Sound (Live from the Manchester MEN) – 3:55
3. Transylvania – 3:27
4. Star Girl (U-Myx Version)
5. Silence Is a Scary Sound (Live from the Manchester MEN – Video) – 3:55
6. Just My Luck DVD Trailer – 1:00

## Classifiche
| Classifica (2006) | Posizione raggiunta |
| ----------------- | ------------------- |
| Regno Unito       | 1                   |